# Helen Clitheroeová
Helen Clitheroeová (* 2. ledna 1974) je britská atletka. Její specializací je běh na středních a dlouhých tratích.
Svoji první medaili na mezinárodních závodech vybojovala až ve svých 37 letech v roce 2011, kdy se stala halovou mistryní Evropy v běhu na 3000 metrů. V předcházejících letech obsadila čtvrté místo na poloviční trati na evropském halovém šampionátu v letech 2005 a 2007.